# Josef Degeorgi
Josef Degeorgi (n. Bad Vöslau, Austria, 19 de enero de 1960) es un exfutbolista y actual entrenador austriaco, que jugaba de defensa y militó en diversos clubes de Austria. Actualmente entrena al ASC Leobersdorf, equipo que milita en el ascenso de su país.

## Selección nacional
Con la Selección de fútbol de Austria, disputó 30 partidos internacionales y anotó solo un gol. Incluso participó con la selección austriaca, en una sola edición de la Copa Mundial. La única participación de Degeorgi en un mundial, fue en la edición de España 1982. donde su selección quedó eliminado, en la segunda fase de la cita de España.

### Participaciones en Copas del Mundo
| Mundial                        | Sede   | Resultado    |
| ------------------------------ | ------ | ------------ |
| Copa Mundial de Fútbol de 1982 | España | Segunda Fase |

## Clubes
| Club                  | País    | Año         |
| --------------------- | ------- | ----------- |
| Admira Wacker Mödling | Austria | 1977 - 1982 |
| Austria Viena         | Austria | 1982 - 1990 |
| Admira Wacker Mödling | Austria | 1990 - 1991 |
| VfB Mödling           | Austria | 1991 - 1993 |